# نونيومأورال
بلدية نونيومأورال (بالإسبانية: Nuñomoral)‏، هي بلدية تقع في مقاطعة قصرش والتي تقع في منطقة إكستريمادورا، غرب إسبانيا.
يبلغ عدد سكانها 1.668 نسمة وفقاً لإحصائية سنة (2002).